# عنفوز ذو بقعة
عنفوز ذو بقعة أو عنفوز عربي ذو الشريط الأصفر أو سمك ملائكي هلالي (الاسم العلمي Pomacanthus maculosus)، سمكة من فصيلة الأسماك الملائكية البحرية ويتبع جنس العنفوز (Pomacanthus) . وهو يعيش في المناطق المرجانية والصخرية الضحلة إلى مُعتدلة العُمق حتى 12 متراً، في مياه الخليج العربي، وفي شمال غرب المحيط الهندي والبحر الأحمر، كما سُجل له وجود حديث قبالة السواحل اللبنانية والفلسطينية، حيث تعتبر على الأغلب أسماك مُهاجرة (هجرة لسبسية) من البحر الأحمر إلى شرق البحر الأبيض المتوسط عبر قناة السويس.

## الموطن والتوزيع الجغرافي
يعيش سمك العنفوز ذو بقعة بشكل رئيسي في المناطق المرجانية والصخرية الضحلة إلى مُعتدلة العمق حتى 12 متراً ؛ ولكنها تُفضل مناطق الشعاب الرملية والطميية أكثر من المناطق الغنية بالشعاب المرجانية . وتعيش هذه الأسماك في مياه الخليج العربي، وفي شمال غرب المحيط الهندي والبحر الأحمر جنوباً إلى 19 درجة جنوباً . كما سُجل له وجود حديث (منذ العام 2009) قبالة السواحل اللبنانية والفلسطينية، حيث تعتبر على الأغلب أسماك مُهاجرة (هجرة لسبسية) من البحر الأحمر إلى شرق البحر الأبيض المتوسط عبر قناة السويس. وهي تُعتبر الآن من أنواع الأسماك الراسخة في بحر الشام .

## المظهر الخارجي
ينمو سمك العنفوز ذو بقعة حتى طول 50 سنتيمتراً . وهو يشبه في المظهر الخارجي إلى حد كبير العنفوز العربي ذو الاسم العلمي (Pomacanthus asfur) ، واللذان يتداخلان في موائلهما الطبيعية في الخليج العربي والبحر الأحمر . ويُمكن تمييز عنفوز ذو بقعة من العنفوز العربي بشكل أساسي من خلال لون الذيل، الذي يكون شاحباً إلى صافٍ، بينما يكون في العنفوز العربي أصفراً ساطعاً . وكما هو الحال مع أنواع أسماك الملائكة البحرية الأخرى الكبيرة الحجم من جنس العنفوز، فإنه يُمكن تمييز لون وعلامات الجسم لدى الأحداث واليافعين عنه عند البالغين ؛ حيث تكون لِصغار العنفوز ذو بقعة أشرطة ذات ألوان زرقاء وبيضاء وسوداء بالتناوب .

## السُلوك
تُفضل أسماك العنفوز ذو بقعة العيش في المناطق المرجانية والصخرية بشكل انفرادي، ولكنه تمت رؤيتها في مجموعات بأكثر من 10 أفراد، وهي تسبح مع سمك أبو دفدوف المخطط والذي يسبح أيضاً في مجموعات .

## النظام الغذائي
يتغذى هذا النوع من الأسماك على الأغذية النموذجية التي تتغذى عليها الأسماك الملائكية البحرية ؛ فطعامه الرئيسي هو الإسفنج . وبالإضافة إلى ذلك فإنه يأكل أيضاً شقائق النعمان البحرية الصغيرة، والطحالب ، والديدان الأنبوبية البحرية، والحيوانات الحزازية (خارجيات الشرج)، والكيسيات (الزِقيات أو الكأسيات) , والروبيان .

## سمكة العنفوز ذو بقعة والبشر
تسبح سمكة العنفوز ذو بقعة بالقرب من الغواصين إلى مسافة حوالي متر واحد بكل ثقة وبدون تردد . ويتم صيدها في دُول الخليج العربي وتُباع في أسواق الأسماك كسمكة صالحة للأكل . كما تُعتبر من أسماك الزينة البحرية في المرابي المائية (الأكواريوم) .

## وصلات خارجية

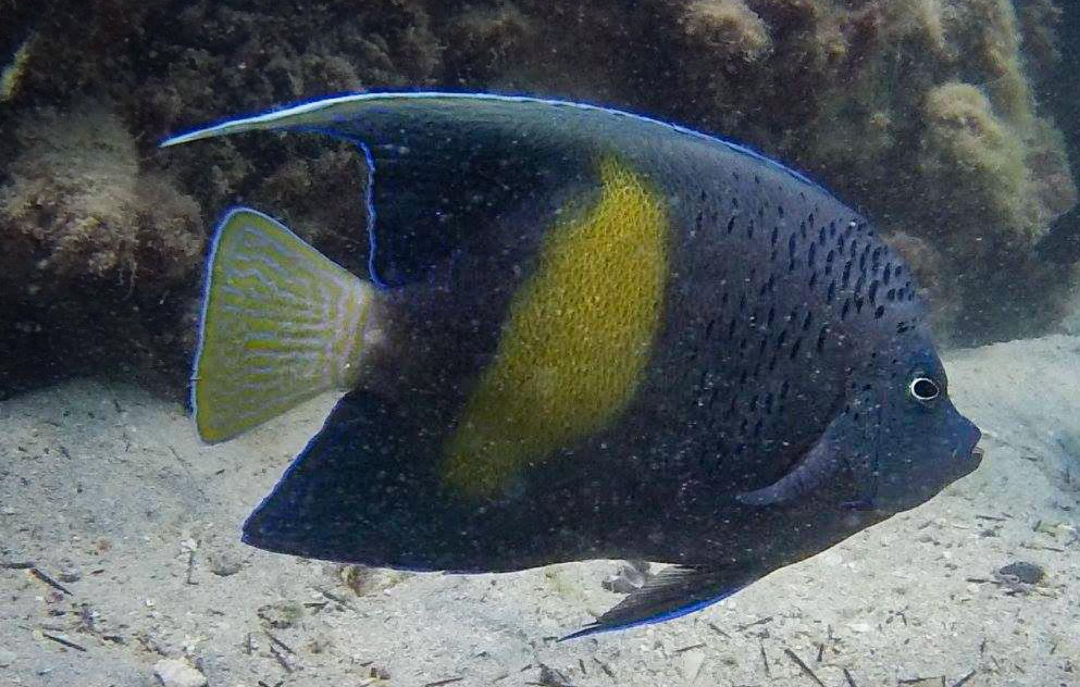
عنفوز ذو بقعة من بحر دبي - جميرا ، الخليج العربي

- سمك العنفوز العربي ذو الشريط الأصفر من بحر دُبي - جُميرا، إمارة دُبي، دولة الإمارات العربية المتحدة، الخليج العربي . بقلم : أ.د. نورمان (نعمان) علي بسام خلف اليافاوي العيزري . الغزال : النشرة الفلسطينية لعلم الأحياء . تصدر عن دائرة البروفيسور نورمان خلف لأبحاث البيئة والإعلام البيئي، المركز القومي للبحوث، جامعة فلسطين ، غزة ، دولة فلسطين . المجلد 39 ، العدد 197 .

- سمك العنفوز العربي ذو الشريط الأصفر . بقلم : أ.د. نورمان (نعمان) علي بسام خلف اليافاوي العيزري . الغزال : النشرة الفلسطينية لعلم الأحياء . تصدر عن دائرة البروفيسور نورمان خلف لأبحاث البيئة والإعلام البيئي، المركز القومي للبحوث، جامعة فلسطين ، غزة ، دولة فلسطين . المجلد 39 ، العدد 198 .